# Cephalorrhynchus macrorhizus
Cephalorrhynchus macrorhizus là một loài thực vật có hoa trong họ Cúc. Loài này được (Royle) Tuisl mô tả khoa học đầu tiên năm 1968.